# Franciszek Tarnowski
Franciszek Tarnowski (ur. 1889, zm. 1975) – szopkarz krakowski, z zawodu murarz. Mieszkał w Krowodrzy. W konkursie szopek krakowskich brał udział (z przerwami) w latach 1937–1966. Laureat pierwszej nagrody w konkursie w latach 1947, 1949, 1953, 1954, 1956, 1957, 1966. Jego dzieła znajdują się w kolekcji Muzeum Historycznego Miasta Krakowa, a także w kolekcjach muzeów zagranicznych do których kupowane były jeszcze przed II wojną światową.